# 期間限定バラエティー アキトム! (仮)
期間限定バラエティー アキトム! (仮)（きかんげんていバラエティー アキトム! かっこかり）は、2005年10月に放送を開始し、2006年3月に「時間変動バラエティー アキトム! ( )」と改題し、発展的終了となった、HBCラジオ日曜昼のラジオ番組。

## 番組概要
同局の「ベストテンほっかいどう」の流れを汲む番組で、日曜日の午後2時からの3時間生放送だった。番組の主な内容は、リスナーからのリクエスト曲を流したり、パーソナリティが生放送中にリスナーに直接電話をつなぎ雑談するコーナーや、ネタはがきコーナーがあった。これらの内容は「時間変動バラエティー アキトム! ( )」に大部分が継承されている。
なぜ「期間限定バラエティー アキトム! (仮)」というタイトルなのかというリスナーからの質問に対し、小橋アキは、北海道日本ハムファイターズのデーゲーム中継のオフシーズン期間限定だからといわれているが、実際はHBCラジオの編成会議の際、番組表の資料にファイターズ中継の空いた枠（この時間帯）に「期間限定バラエティーアキトム（仮）」と書かれていて、それがそのまま番組タイトルになったと、番組内で答えていた。

## 出演者
- 小橋アキ（アキ）
- 中野智樹（トム）

## 関連番組
- ベストテンほっかいどう
- 時間変動バラエティー アキトム! ( ) - 後継番組

| HBCラジオ 「アキトム!」シリーズ | HBCラジオ 「アキトム!」シリーズ     | HBCラジオ 「アキトム!」シリーズ    |
| 前番組                          | 番組名                              | 次番組                             |
| ------------------------------- | ----------------------------------- | ---------------------------------- |
| ベストテンほっかいどう          | 期間限定バラエティー アキトム! (仮) | 時間変動バラエティー アキトム! ( ) |